# 安八町立結小学校
安八町立結小学校（あんぱちちょうりつ むすぶしょうがっこう）は、岐阜県安八郡安八町にある公立小学校。

## 通学区域
- 通学区域は東結、西結である。公立中学校の進学先は大垣市安八郡安八町組合立東安中学校である[1]。

## 沿革[2]
- 1873年（明治6年） - 産霊舎[3]が開校。
- 1876年（明治9年） - 結学校に改称する。
- 1886年（明治19年） - 西結東結村組合結小学校に改称する。
- 1896年（明治29年）9月 - 集中豪雨による洪水で、校舎が流出。
- 1897年（明治30年） - 
  - 西結村と東結村が合併し、結村が発足。
  - 結尋常小学校に改称。
- 1898年（明治31年） - 校舎を再建する。
- 1904年（明治37年） - 実業補習学校を附設する。
- 1916年（大正5年） - 結尋常高等小学校に改称する。
- 1922年（大正12年） - 実業補習学校が農業補習学校に改称する。
- 1926年（大正15年） - 青年訓練所を附設。
- 1935年（昭和10年） - 青年訓練所、農業補習学校廃止。青年学校を附設。
- 1941年（昭和16年） - 結国民学校に改称する。
- 1947年（昭和22年） - 結村立結小学校に改称する。
- 1955年（昭和30年）4月1日 - 名森村、牧村、結村が合併し安八村が発足。同時に安八村立結小学校に改称する。
- 1960年（昭和35年）4月1日 - 町制施行、安八町となる。同時に安八町立結小学校に改称する。
- 1974年（昭和49年） - 新校舎が完成。